# Caltanissetta
Caltanissetta je mesto v Italiji s 63.000 prebivalci, ki je središče pokrajine Caltanissetta na Siciliji.